# Dicranolepis soyauxii
Dicranolepis soyauxii är en tibastväxtart som beskrevs av Adolf Engler. Dicranolepis soyauxii ingår i släktet Dicranolepis och familjen tibastväxter. Inga underarter finns listade i Catalogue of Life.